# Bioko Sur
Provincia de Bioko Sur är en provins i Ekvatorialguinea. Den ligger i den nordvästra delen av landet, 40 km söder om huvudstaden Malabo. Antalet invånare är 25 972. Arean är 1 241 kvadratkilometer. Provincia de Bioko Sur gränsar till Provincia de Bioko Norte.
Terrängen i Provincia de Bioko Sur är varierad.
Följande samhällen finns i Provincia de Bioko Sur:
- Luba